# Народопсихология
Народопсихологията  е наука за психическите явления и процеси, характерни за обособените исторически, политически, културно, териториално, езиково и религиозно, самоосъзнати и самоопределящи се народи или нации.
Включва в своя научноизследователски комплекс множество принадлежащи към различни науки методи и проблеми на изследване, като исторически, културни, демографски, психологически, социални и редица други процеси. По тази причина до известна степен е спорно положението на народопсихологията като самостоятелна наука или система от методи за проучване на определени проблеми, сред които изпъкват народна/национална душевност и народен/национален характер.